# August Johann Gottfried Bielenstein

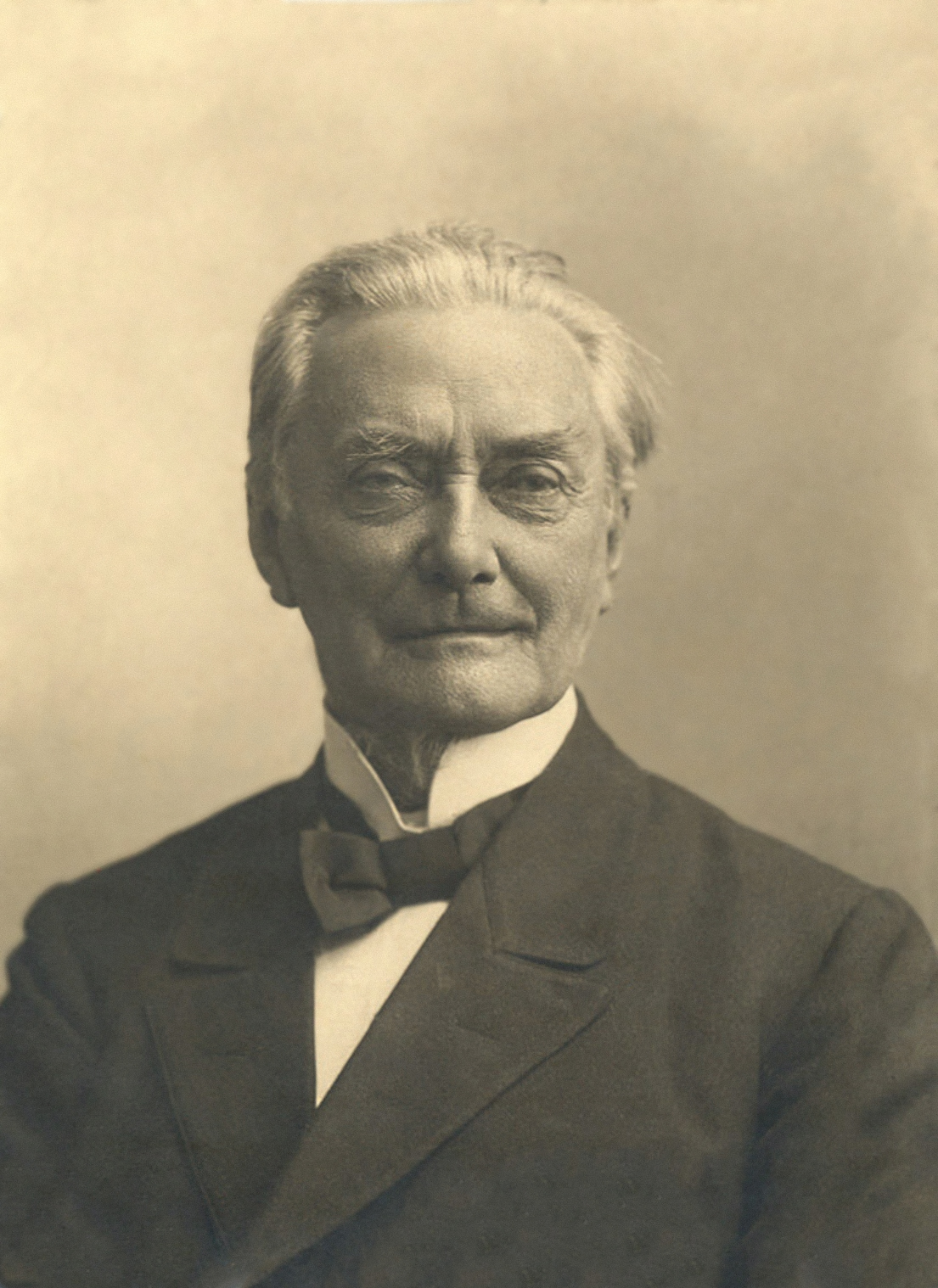
August Bielenstein

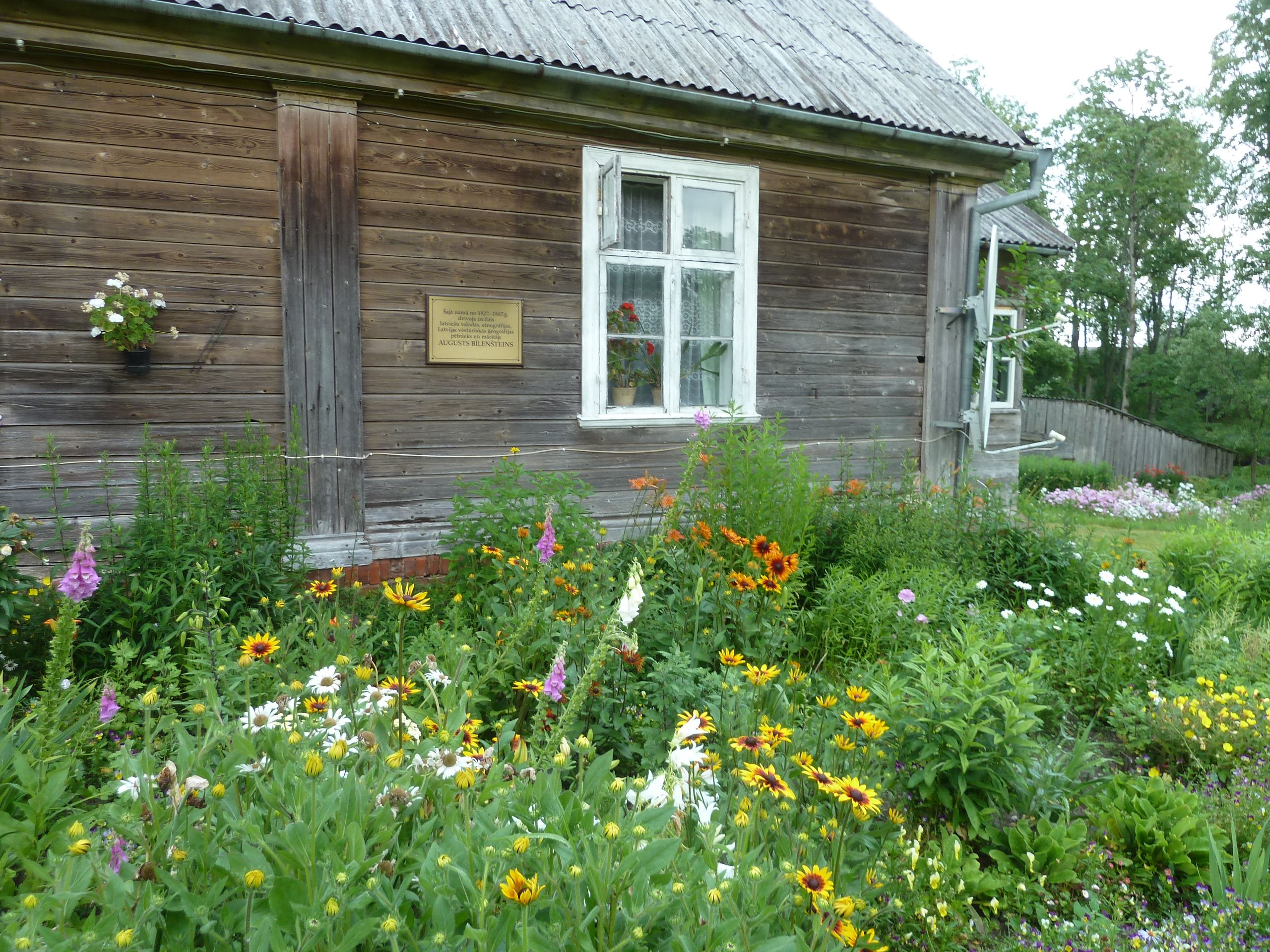
Pastorat Oši (Eschen)

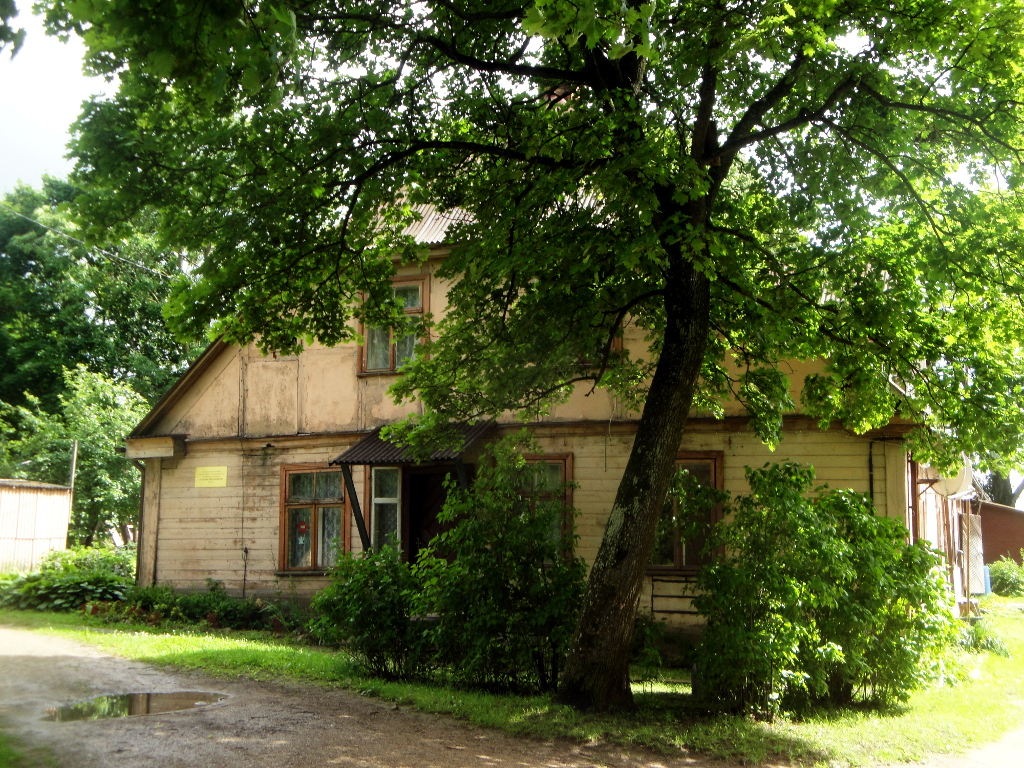
Ehemaliges deutsches Pastorat Doblen/Dobele (2012)

August Johann Gottfried Bielenstein (lettisch: Augusts Bīlenšteins) (* 20. Februarjul. / 4. März 1826greg. in Mitau (lettisch: Jelgava); † 23. Junijul. / 6. Juli 1907greg. ebenda) war ein deutschbaltischer evangelischer Theologe, Sprachwissenschaftler, Volkskundler und Ethnograph.

## Leben
August Bielenstein war ein Sohn des aus Göttingen gebürtigen Pastors Johann Andreas Gottfried Bielenstein (1782–1851) aus dessen zweiten Ehe mit Emilie von Klebeck und wuchs im väterlichen Pastorat Eschen (Oši) bei Neu-Autz (Bezirk Saldus) auf. Wie viele Pastoren des Baltikums studierte er an der Friedrichs-Universität Halle Evangelische Theologie. 1846 wechselte er an die Kaiserliche Universität Dorpat, die ihn 1850 zum Doctor theologiae promovierte. 1852 trat er die Nachfolge seines Vaters als Pastor der Gemeinde Neu-Autz in Kurland an. Ab 1867 wirkte Bielenstein als evangelischer Pfarrer der Gemeinde Doblen in Kurland.
Er war von 1864 bis 1895 Präsident der Lettisch-Literärischen Gesellschaft. In dieser Funktion veranlasste Bielenstein die Bearbeitung eines Lettischen Wörterbuchs (durch Ulmann, Riga 1872, Bd. 1) und übernahm die sprachliche und exegetische Revision der lettischen Bibel (Mitau 1877). Das Magazin der Lettisch-Literärischen Gesellschaft enthält viele wertvolle Aufsätze von Bielenstein.
Bielenstein war Herausgeber von Latviešu Avīzes, der größten Zeitung in lettischer Sprache. Er war Autor zahlreicher Werke auf den Gebieten der Sprachwissenschaften und Ethnographie. Er förderte die Sammlung von Dainas, gab Sammlungen heraus und erforschte die traditionelle Holzbauweise. Auch untersuchte er Burghügel, um diese den Beschreibungen in alten Chroniken zuordnen zu können. Obwohl Bielenstein viele anstoßgebende Beiträge zur Erforschung der lettischen Sprache und Kultur leistete, war er zugleich ein erbitterter Gegner der Jungletten und vehementer Verteidiger der deutschbaltischen Tradition.
Bielensteins wertvolle Bibliothek fiel der Russischen Revolution 1905 zum Opfer.

## Familie
August Bielenstein heiratete 1854 Ernestine Louise Hermine Erna von Bordelius (1833–1919). Aus der Ehe gingen drei Töchter und sechs Söhne hervor. Nicht alle erreichten das Erwachsenenalter. Drei der Söhne wurden Pastoren. Sie setzten damit das Werk ihres Vaters fort. Die Tochter Martha unterstützte ihren Vater als Zeichnerin bei seinen Veröffentlichungen, trat selbst als Autorin hervor und unterstützte ihn nach seiner Erblindung 1890 als Schreibkraft nach Diktat, so z. B. bei seiner Autobiografie.
|                               | geboren | geboren  | gestorben | gestorben    |                |
| Name des Kindes               | Jahr    | Ort      | Jahr      | Ort          | Beruf          |
| ----------------------------- | ------- | -------- | --------- | ------------ | -------------- |
| Max                           | 1855    | Neu-Autz | 1869      | Sackenhausen | lebte 14 Jahre |
| Louis Johann Emil             | 1858    | Neu-Autz | 1943      | Bethel       | Pastor         |
| Martha                        | 1861    | Neu-Autz | 1938      | Riga         | Autorin        |
| Johannes (Hans) Georg Wilhelm | 1863    | Neu-Autz | 1919      | Bauske       | Pastor         |
| Johanna                       | 1864    | Neu-Autz | 1864      | Neu-Autz     | lebte 2 Monate |
| Emma                          | 1865    | Neu-Autz | 1887      | Doblen       | lebte 21 Jahre |
| Siegfried „Six“ Alexander     | 1869    | Doblen   | 1949      | Senftenberg  | Künstler       |
| Walter Adolf Axel             | 1872    | Doblen   | 1961      | Reutlingen   | Pastor         |
| Bernhard Max August           | 1877    | Doblen   | 1959      | Heilbronn    | Architekt      |

## Nachleben
Bielensteins Untersuchung über Die Grenzen des lettischen Volkstammes und der lettischen Sprache in der Gegenwart und im 13. Jahrhundert. Ein Beitrag zur ethnologischen Geographie und Geschichte Rußlands wurde herangezogen, als nach dem Lettischen Unabhängigkeitskrieg die Grenzen Lettlands mit Estland und – 1920 im Friedensvertrag von Riga – mit der Russischen Sozialistischen Föderativen Sowjetrepublik zu bestimmen waren.

## Ehrungen

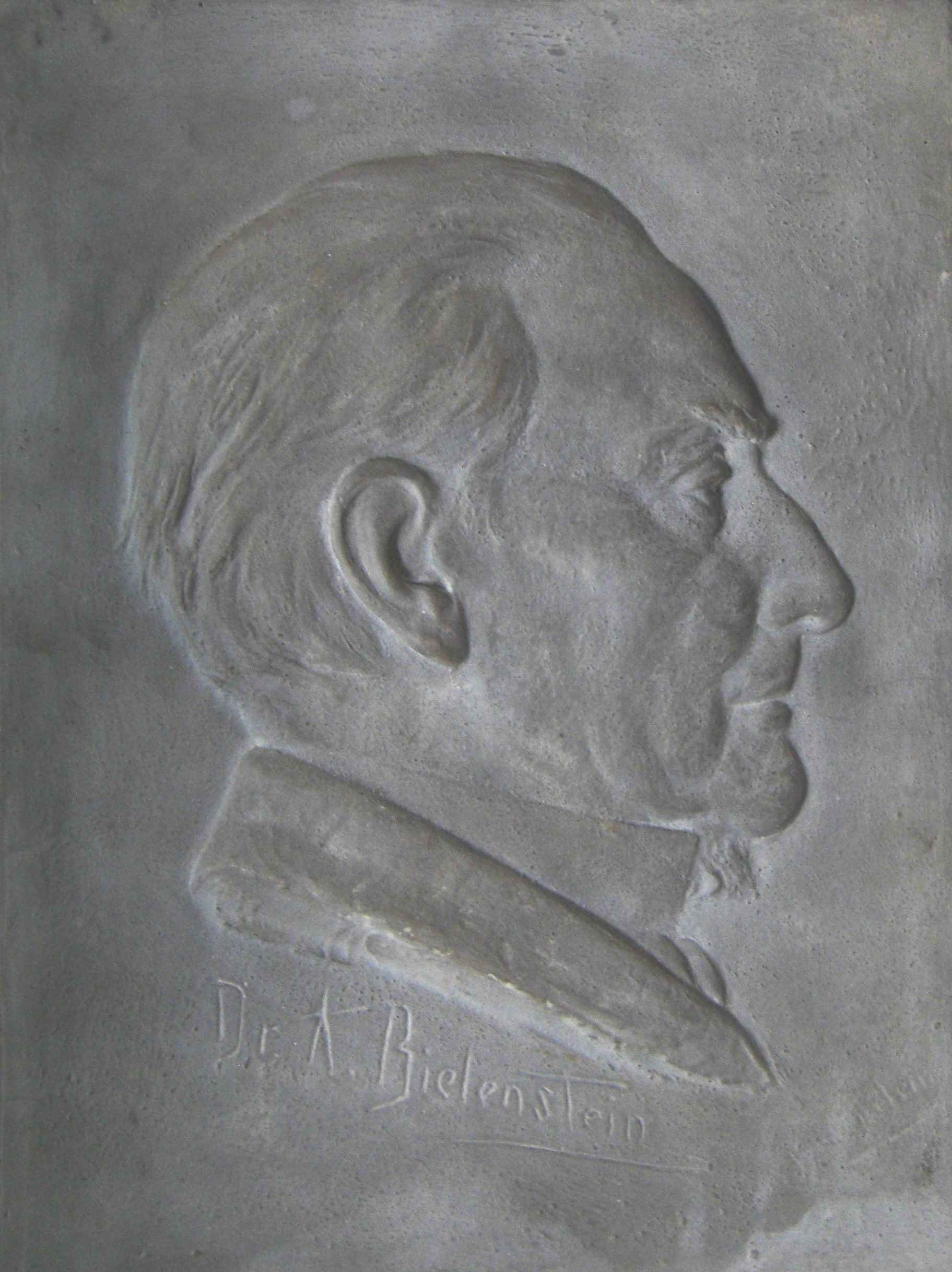
Gedenktafel im Brömsehaus, Lüneburg

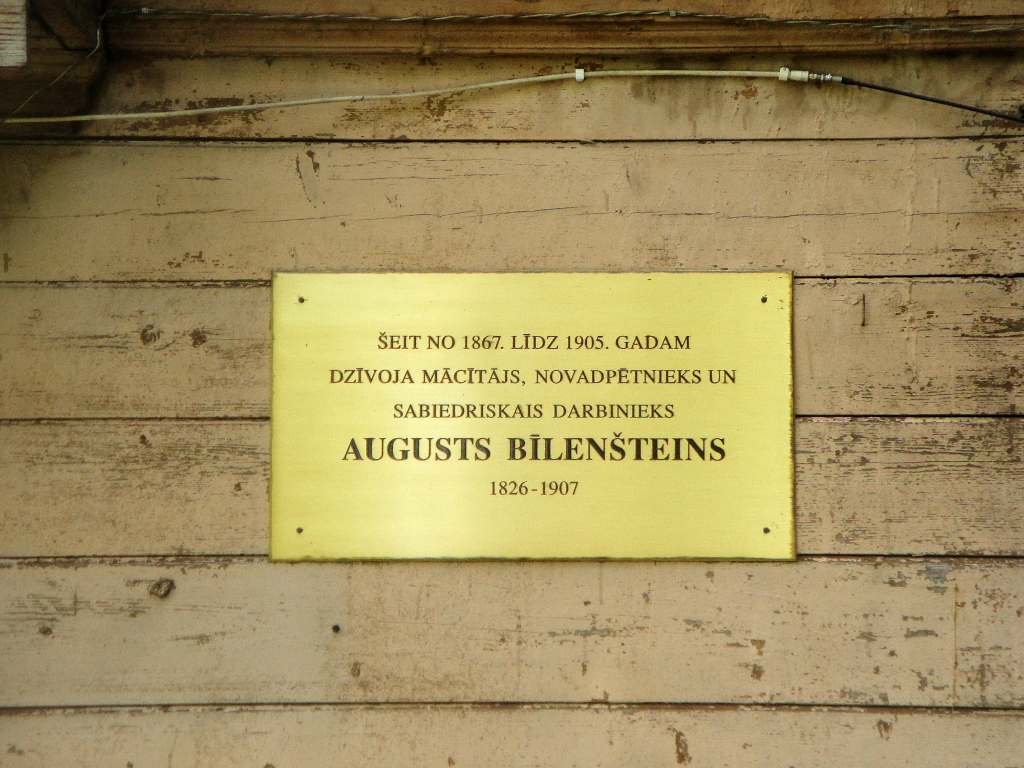
Erinnerungstafel am ehemaligen Pastorat Doblen (2012)

- Dr. phil. h. c. der Albertus-Universität Königsberg (1883)
- Mitglied der St. Petersburger Akademie der Wissenschaften, 1890 korrespondierendes Mitglied
- Ehrenpräsident der Lettisch-Literärischen Gesellschaft (1895)
- Ehrenmitgliedschaften
  - Gesellschaft für Geschichte und Altertumskunde der Ostseeprovinzen Russlands (1869)
  - Kurländische Gesellschaft für Literatur und Kunst (1877)
  - Litauische literarische Gesellschaft, Tilsit (1879)
  - Gelehrte Estnische Gesellschaft, Dorpat (1888)
  - Ehstländische Literärische Gesellschaft, Reval (1892)
  - Altertumsgesellschaft Prussia (1894)
- Ehrenphilister der deutsch-baltischen Studentenverbindung Curonia Dorpat (1902)
- Halber Demidow-Preis der Akademie der Wissenschaften in St. Petersburg (1861)
- Heimbürger-Preis der Universität Dorpat (1892)
- Dr. theol. h. c. der Universität Dorpat (1902)

Zum 100. Todestag im Jahr 2007 gab es mehrere Veranstaltungen in Dobele und in Riga, auch die Enthüllung einer Gedenktafel. Im Jahr 2008 fand eine Ausstellung in der estnischen Nationalbibliothek in Tallinn statt.

## Schriften
- Die lettische Sprache, nach ihren Lauten und Formen, 2 Bände. Dümmler, Berlin 1863 und 1864 (Nachdruck: Zentralantiquariat der DDR, Leipzig 1972).
- Die Grenzen des lettischen Volkstammes und der lettischen Sprache in der Gegenwart und im 13. Jahrhundert. Ein Beitrag zur ethnologischen Geographie und Geschichte Rußlands. Eggers / Kaiserliche Akademie der Wissenschaften, St. Petersburg 1892 (Nachdruck: v. Hirschheydt, Hannover-Döhren 1973, ISBN 3-7777-0983-2).
- mit Emil Bielenstein und Hans Bielenstein: Studien aus dem Gebiete der lettischen Archäologie, Ethnographie und Mythologie. Hoerschelmann, Riga 1896 (Digitalisat).
- Die Holzbauten und Holzgeräte der Letten. Ein Beitrag zur Ethnographie, Culturgeschichte und Archaeologie der Völker Russlands im Westgebiet, 2 Bände. Kaiserliche Akademie der Wissenschaften, St. Petersburg 1907 bzw. Akademija Nauk, Petrograd 1918 (Nachdruck: v. Hirschheydt, Hannover-Döhren 1969).
- Ein glückliches Leben. Selbstbiographie. Jonck und Poliewsky, Riga 1904 (Nachdruck: Neuthorverlag, Michelstadt 2002, ISBN 3-88758-080-X).